# Pyrrhulina laeta
Pyrrhulina laeta és una espècie de peix de la família dels lebiasínids i de l'ordre dels caraciformes.

## Morfologia
- Els mascles poden assolir 7,6 cm de longitud total.[1][2]

## Alimentació
Menja cucs, crustacis i insectes.

## Hàbitat
És un peix d'aigua dolça i de clima tropical (23 °C-27 °C).

## Distribució geogràfica
Es troba a Sud-amèrica: conca del riu Amazones.